# Poszerzenie pola walki
Poszerzenie pola walki (fran. Extension du domaine de la lutte) – powieść autorstwa Michela Houellebecqa z 1994 (wydawnictwo Maurice Nadeau), w Polsce wydane w przekładzie Ewy Wieleżyńskiej w 2006 (wydawnictwo W.A.B.).
Dzieło jest powieściowym debiutem autora. Traktuje o losach ponad trzydziestoletniego informatyka (nieznanego z imienia i nazwiska), pracownika wielkiej korporacji, którego życie pozbawione jest idei przewodniej, jakichkolwiek wartości i naznaczone pustką oraz nudą. Zanika u niego życie duchowe, a seks i relacje międzyludzkie charakteryzuje zimna, mechaniczna transakcyjność. Wszystko to składa się na pesymistyczny obraz dotkniętego kryzysem duchowym Europejczyka końca XX wieku.